# Phillip Burton
Phillip Burton (Cincinnati, 1º giugno 1926 – San Francisco, 10 aprile 1983) è stato un politico statunitense, membro della Camera dei Rappresentanti per lo stato della California dal 1964 al 1983.

## Biografia
Nato a Cincinnati, Burton studiò alla University of Southern California e successivamente prestò servizio militare nell'Air Force, combattendo la seconda guerra mondiale e la guerra di Corea. Entrato in politica con il Partito Democratico, nel 1957 approdò all'interno della legislatura statale della California, dove rimase fino al 1964.
In quell'anno infatti Burton venne eletto deputato alla Camera dei Rappresentanti, succedendo al compagno di partito John Shelley, che era stato eletto sindaco di San Francisco. Da quel momento Burton fu riconfermato per altri dieci mandati, fino a quando nel 1983 morì improvvisamente per un aneurisma all'età di cinquantasei anni.
Durante il suo servizio al Congresso, Burton si fece notare per le sue posizioni liberali e le sue lotte a favore della giustizia sociale, divenendo uno dei primi politici a battersi per la ricerca sull'AIDS; fu uno dei fautori dell'abolizione della Commissione per le attività antiamericane e si oppose fermamente alla guerra del Vietnam. Considerato uno dei più influenti politici della nazione, nel 1976 Burton fu candidato alla carica di leader di maggioranza della Camera, ma venne sconfitto per un solo voto (148-147) dal collega texano Jim Wright.
Dopo la sua morte venne indetta un'elezione speciale al fine di assegnare il suo seggio ad un nuovo deputato: la vincitrice risultò essere Sala Burton, la sua vedova. Contemporaneamente a Burton, anche il fratello minore John era stato deputato alla Camera per alcuni anni.
Phillip Burton venne cremato e seppellito nel cimitero del presidio di San Francisco.